# Erich Hückel
Erich Hückel (ur. 9 sierpnia 1896 w Berlinie, zm. 16 lutego 1980 w Marburgu) – niemiecki fizyk i chemik.
Jeden z trzech synów lekarza Armanda Hückla (1865-1929), brat chemika Waltera (1895-1973) oraz lekarza Rudiego (1899-1949). Żonaty z córką niemieckiego chemika – noblisty, Zsigmondy’ego (miał z nią czworo dzieci). Pradziadkiem Waltera Hückla był botanik Carl Friedrich von Gärtner (1772-1850), a prapradziadkiem – botanik i profesor w Petersburgu – Joseph Gärtner (1732-1791).
Erich Hückel znany jest jako autor reguły określającej aromatyczność związków, zwanej od jego nazwiska regułą Hückla. Wraz z Peterem Debyem opracował prawo graniczne oraz prawo rozszerzone, opisujące współczynniki aktywności jonów w roztworze, zwane prawami Debye’a-Hückla.